# Felgueiras
Felgueiras es una ciudad portuguesa del distrito de Oporto, região Norte y comunidad intermunicipal de Támega y Sousa, con cerca de 9500 habitantes.

## Geografía
Es sede de un municipio con 115,62 km² de extensión y 55 855 habitantes (2021), subdividido en 20 freguesias. Los municipio están limitados al norte por el municipio de Fafe, al nordeste por Celorico de Basto, al sueste por Amarante, al sudoeste por Lousada y al noroeste por Vizela y Guimarães.

## Demografía
| Gráfica de evolución demográfica de Felgueiras entre 1864 y 2021 |
|                                                                  |
| Datos según el nomenclátor publicado por el INE portugués.       |

## Freguesias
Las freguesias de Felgueiras son las siguientes:
- Aião
- Airães
- Friande
- Idães
- Jugueiros
- Macieira da Lixa e Caramos
- Margaride (Santa Eulália), Várzea, Lagares, Varziela e Moure
- Pedreira, Rande e Sernande
- Penacova
- Pinheiro
- Pombeiro da Ribavizela
- Refontoura
- Regilde
- Revinhade
- Sendim
- Torrados e Sousa
- Unhão e Lordelo
- Vila Cova da Lixa e Borba de Godim
- Vila Fria e Vizela (São Jorge)
- Vila Verde e Santão